# Henk van Kessel
Henk van Kessel (Mill, 25 giugno 1946) è un pilota motociclistico olandese ritiratosi dall'agonismo attivo.

## Carriera
Dopo aver esordito a livello nazionale nel 1967, fece il suo ingresso nelle classifiche del motomondiale nel 1972, nella classe minore in quel momento in competizione, la Classe 50. Sarà proprio questa classe quella che gli darà le maggiori soddisfazione e quella in cui gareggerà più a lungo, fino alla sua sostituzione con la Classe 80 avvenuta nel 1984. Nel motomondiale 1974 se ne aggiudicherà il titolo a bordo di una Kreidler, casa che lo aveva seguito fin dall'inizio e con cui correrà fino al 1975; dopo tre anni in cui si è dedicato alle gare nelle cilindrate superiori, tornerà a gareggiarvi dal 1978 al 1980 con una moto di fabbricazione artigianale olandese, la Sparta. Tra l'altro, proprio con una motocicletta di quella casa artigianale, Kessel aveva anche battuto vari record di velocità terrestre per la cilindrata 50 cm³: nel chilometro da fermo aveva raggiunto la velocità media di 221,586 km/h.
Per i due anni successivi del motomondiale in classe 50 tornerà invece a guidare una Kreidler; nel motomondiale 1984 si presenterà al via della nuova Classe 80 in sella ad una HuVo-Casal, altra moto artigianale di origine olandese. In occasione del suo ultimo anno di gare, nel 1986, utilizzò invece una Krauser. Negli stessi anni in cui gareggiava nel mondiale, il palmarès di van Kessel si è anche arricchito di 7 titoli nazionali nei campionati di velocità dei Paesi Bassi.
Anche per quanto riguarda la classe 125 in cui van Kessel ha gareggiato per 11 stagioni, le sue presenze furono molto spesso in sella a motociclette semi-artigianali con le quali ha più volte raggiunto dei buoni risultati, seppure non assimilabili a quelli della classe minore: quando si è ritirato dall'attività agonistica aveva infatti conquistato sette vittorie nei singoli GP, tutti in classe 50.

## Risultati nel motomondiale

### Classe 50
| 1972 | Classe | Moto     |  |    |    |  |    |  |  |  |  |    |    |    |  |  | Punti | Pos. |
| ---- | ------ | -------- |  | -- | -- |  | -- |  |  |  |  | -- | -- | -- |  |  | ----- | ---- |
| 1972 | 50     | Kreidler |  | NE | NE |  | NE |  |  |  |  | NE | 10 | NE |  |  | 1     | 36º  |

| 1973 | Classe | Moto     |    |    |   |     |    |  |     |  |    |   |    |   |  |  | Punti | Pos. |
| ---- | ------ | -------- | -- | -- | - | --- | -- |  | --- |  | -- | - | -- | - |  |  | ----- | ---- |
| 1973 | 50     | Kreidler | NE | NE | 2 | Rit | NE |  | Rit |  | NE | 6 | NE | 3 |  |  | 27    | 5º   |

| 1974 | Classe | Moto     |   |  |    |   |    |   |   |   |  |   |   |   |  |  | Punti | Pos. |
| ---- | ------ | -------- | - |  | -- | - | -- | - | - | - |  | - | - | - |  |  | ----- | ---- |
| 1974 | 50     | Kreidler | 1 |  | NE | 1 | NE | 2 | 2 | 1 |  | 1 | 1 | 1 |  |  | 90    | 1º   |

| 1975 | Classe | Moto     |    |  |    |  |   |    |    |  |  |   |    |    |  |  | Punti | Pos. |
| ---- | ------ | -------- | -- |  | -- |  | - | -- | -- |  |  | - | -- | -- |  |  | ----- | ---- |
| 1975 | 50     | Kreidler | NE |  | NE |  | 6 | NE | 10 |  |  | 6 | NE | 10 |  |  | 12    | 12º  |

| 1978 | Classe | Moto   |    |   |    |    |   |    |   |    |    |    |    |   |   |  | Punti | Pos. |
| ---- | ------ | ------ | -- | - | -- | -- | - | -- | - | -- | -- | -- | -- | - | - |  | ----- | ---- |
| 1978 | 50     | Sparta | NE | - | NE | NE | - | 16 | - | NE | NE | NE | 10 | 3 | - |  | 11    | 12º  |

| 1979 | Classe | Moto   |    |    |     |   |   |   |     |   |    |    |    |    |   |  | Punti | Pos. |
| ---- | ------ | ------ | -- | -- | --- | - | - | - | --- | - | -- | -- | -- | -- | - |  | ----- | ---- |
| 1979 | 50     | Sparta | NE | NE | Rit | - | - | - | Rit | 1 | NE | NE | NE | NE | 4 |  | 23    | 7º   |

| 1980 | Classe | Moto   |   |   |    |   |   |  |    |    |    |   |  |  |  |  | Punti | Pos. |
| ---- | ------ | ------ | - | - | -- | - | - |  | -- | -- | -- | - |  |  |  |  | ----- | ---- |
| 1980 | 50     | Sparta | 4 | 3 | NE | 5 | 7 |  | NE | NE | NE | 8 |  |  |  |  | 31    | 5º   |

| 1981 | Classe | Moto     |    |    |  |  |    |  |  |   |   |   |    |    |    |  | Punti | Pos. |
| ---- | ------ | -------- | -- | -- |  |  | -- |  |  | - | - | - | -- | -- | -- |  | ----- | ---- |
| 1981 | 50     | Kreidler | NE | NE |  |  | NE |  |  | 2 | 2 | 2 | NE | NE | NE |  | 36    | 7º   |

| 1982 | Classe | Moto     |    |    |    |  |    |  |    |  |    |    |    |    |  |  | Punti | Pos. |
| ---- | ------ | -------- | -- | -- | -- |  | -- |  | -- |  | -- | -- | -- | -- |  |  | ----- | ---- |
| 1982 | 50     | Kreidler | NE | NE | NE |  | 10 |  | NE |  | NE | NE | NE | NE |  |  | 1     | 21º  |

| Legenda | 1º posto        | 2º posto            | 3º posto            | A punti      | Senza punti        | Grassetto – Pole position Corsivo – Giro più veloce |
| Legenda | Gara non valida | Non qual./Non part. | Ritirato/Non class. | Squalificato | '-' Dato non disp. | Grassetto – Pole position Corsivo – Giro più veloce |

### Classe 80
| 1984 | Classe | Moto       |    |  |   |  |  |    |  |  |  |    |    |  |  |  | Punti | Pos. |
| ---- | ------ | ---------- | -- |  | - |  |  | -- |  |  |  | -- | -- |  |  |  | ----- | ---- |
| 1984 | 80     | HuVo-Casal | NE |  | 2 |  |  | NE |  |  |  | NE | NE |  |  |  | 12    | 11º  |

| 1985 | Classe | Moto       |    |  |  |    |  |   |   |    |   |    |    |  |  |  | Punti | Pos. |
| ---- | ------ | ---------- | -- |  |  | -- |  | - | - | -- | - | -- | -- |  |  |  | ----- | ---- |
| 1985 | 80     | HuVo-Casal | NE |  |  | NE |  | 9 | 6 | NE | 3 | NE | NE |  |  |  | 18    | 8º   |

| 1986 | Classe | Moto    |  |  |   |  |  |  |    |    |  |    |  |   |  |  | Punti | Pos. |
| ---- | ------ | ------- |  |  | - |  |  |  | -- | -- |  | -- |  | - |  |  | ----- | ---- |
| 1986 | 80     | Krauser |  |  | 8 |  |  |  | NE | NE |  | NE |  | 9 |  |  | 5     | 17º  |

| Legenda | 1º posto        | 2º posto            | 3º posto            | A punti      | Senza punti        | Grassetto – Pole position Corsivo – Giro più veloce |
| Legenda | Gara non valida | Non qual./Non part. | Ritirato/Non class. | Squalificato | '-' Dato non disp. | Grassetto – Pole position Corsivo – Giro più veloce |

### Classe 125
| 1973 | Classe | Moto   |  |  |  |  |  |  |    |   |  |  |  |  |  |  | Punti | Pos. |
| ---- | ------ | ------ |  |  |  |  |  |  | -- | - |  |  |  |  |  |  | ----- | ---- |
| 1973 | 125    | Yamaha |  |  |  |  |  |  | 10 | 9 |  |  |  |  |  |  | 3     | 36º  |

| 1974 | Classe | Moto        |   |   |   |     |    |     |   |   |    |     |   |   |  |  | Punti | Pos. |
| ---- | ------ | ----------- | - | - | - | --- | -- | --- | - | - | -- | --- | - | - |  |  | ----- | ---- |
| 1974 | 125    | Bridgestone | - | - | 4 | Rit | NE | Rit | - | 2 | NE | Rit | 3 | - |  |  | 30    | 5º   |

| 1975 | Classe | Moto       |   |   |   |   |   |    |   |   |   |    |     |     |  |  | Punti | Pos. |
| ---- | ------ | ---------- | - | - | - | - | - | -- | - | - | - | -- | --- | --- |  |  | ----- | ---- |
| 1975 | 125    | AGV-Condor | - | - | 3 | 5 | 3 | NE | - | 4 | 7 | NE | Rit | Rit |  |  | 38    | 7º   |

| 1976 | Classe | Moto       |    |  |   |   |    |  |  |   |   |    |  |   |  |  | Punti | Pos. |
| ---- | ------ | ---------- | -- |  | - | - | -- |  |  | - | - | -- |  | - |  |  | ----- | ---- |
| 1976 | 125    | AGV-Condor | NE |  | 4 | 2 | NE |  |  | 5 | 3 | NE |  | 3 |  |  | 46    | 4º   |

| 1977 | Classe | Moto       |     |   |   |   |   |   |   |     |   |   |   |    |   |  | Punti | Pos. |
| ---- | ------ | ---------- | --- | - | - | - | - | - | - | --- | - | - | - | -- | - |  | ----- | ---- |
| 1977 | 125    | AGV-Condor | Rit | - | - | - | - | - | - | Rit | - | - | - | NE | - |  | 0     |      |

| 1978 | Classe | Moto       |   |   |   |   |   |   |   |   |   |   |    |    |   |  | Punti | Pos. |
| ---- | ------ | ---------- | - | - | - | - | - | - | - | - | - | - | -- | -- | - |  | ----- | ---- |
| 1978 | 125    | AGV-Condor | - | - | - | - | - | 9 | - | - | - | - | 11 | NE | - |  | 2     | 29º  |

| 1979 | Classe | Moto       |   |   |   |   |   |   |   |   |   |   |   |   |     |  | Punti | Pos. |
| ---- | ------ | ---------- | - | - | - | - | - | - | - | - | - | - | - | - | --- |  | ----- | ---- |
| 1979 | 125    | AGV-Condor | - | - | - | - | - | - | 9 | - | - | - | - | - | Rit |  | 2     | 36º  |

| 1980 | Classe | Moto   |  |  |  |  |   |  |  |   |  |   |  |  |  |  | Punti | Pos. |
| ---- | ------ | ------ |  |  |  |  | - |  |  | - |  | - |  |  |  |  | ----- | ---- |
| 1980 | 125    | Condor |  |  |  |  | 8 |  |  | 9 |  | 8 |  |  |  |  | 8     | 19º  |

| 1981 | Classe | Moto |  |    |   |  |  |    |  |  |    |  |  |  |    |  | Punti | Pos. |
| ---- | ------ | ---- |  | -- | - |  |  | -- |  |  | -- |  |  |  | -- |  | ----- | ---- |
| 1981 | 125    | EGA  |  | 10 | 6 |  |  | 10 |  |  | NE |  |  |  | NE |  | 7     | 22º  |

| 1982 | Classe | Moto |  |  |  |  |  |  |  |  |  |  |  |    |    |    | Punti | Pos. |
| ---- | ------ | ---- |  |  |  |  |  |  |  |  |  |  |  | -- | -- | -- | ----- | ---- |
| 1982 | 125    | MBA  |  |  |  |  |  |  |  |  |  |  |  | 10 | NE | NE | 1     | 28º  |

| 1983 | Classe | Moto |    |  |  |  |   |  |  |  |   |   |  |   |  |  | Punti | Pos. |
| ---- | ------ | ---- | -- |  |  |  | - |  |  |  | - | - |  | - |  |  | ----- | ---- |
| 1983 | 125    | MBA  | NE |  |  |  | 9 |  |  |  | 8 | 8 |  | 7 |  |  | 12    | 17º  |

| 1984 | Classe | Moto |    |  |  |    |  |    |    |   |    |  |  |  |  |  | Punti | Pos. |
| ---- | ------ | ---- | -- |  |  | -- |  | -- | -- | - | -- |  |  |  |  |  | ----- | ---- |
| 1984 | 125    | MBA  | NE |  |  | NE |  | 10 | NE | 8 | NE |  |  |  |  |  | 4     | 19º  |

| Legenda | 1º posto        | 2º posto            | 3º posto            | A punti      | Senza punti        | Grassetto – Pole position Corsivo – Giro più veloce |
| Legenda | Gara non valida | Non qual./Non part. | Ritirato/Non class. | Squalificato | '-' Dato non disp. | Grassetto – Pole position Corsivo – Giro più veloce |

### Classe 250
| 1975 | Classe | Moto   |   |   |    |   |    |   |   |   |   |     |   |   |  |  | Punti | Pos. |
| ---- | ------ | ------ | - | - | -- | - | -- | - | - | - | - | --- | - | - |  |  | ----- | ---- |
| 1975 | 250    | Yamaha | - | - | NE | - | 16 | - | - | - | - | Rit | - | - |  |  | 0     |      |

| 1976 | Classe | Moto   |   |    |   |    |  |    |    |    |    |   |    |    |  |  | Punti | Pos. |
| ---- | ------ | ------ | - | -- | - | -- |  | -- | -- | -- | -- | - | -- | -- |  |  | ----- | ---- |
| 1976 | 250    | Yamaha | - | NE | - | 12 |  | 16 | 12 | 12 | 10 | - | 15 | 10 |  |  | 2     | 34º  |

| 1977 | Classe | Moto   |   |    |   |   |   |   |   |    |    |   |   |   |   |  | Punti | Pos. |
| ---- | ------ | ------ | - | -- | - | - | - | - | - | -- | -- | - | - | - | - |  | ----- | ---- |
| 1977 | 250    | Yamaha | - | NE | - | - | - | - | - | NQ | 25 | - | - | - | - |  | 0     |      |

| Legenda | 1º posto        | 2º posto            | 3º posto            | A punti      | Senza punti        | Grassetto – Pole position Corsivo – Giro più veloce |
| Legenda | Gara non valida | Non qual./Non part. | Ritirato/Non class. | Squalificato | '-' Dato non disp. | Grassetto – Pole position Corsivo – Giro più veloce |